# Isola di Bergen Vichinga

Ricostruzione paleogeografica del Mare del Nord circa 9.000 anni fa, durante l'olocene recente e dopo la fine dell'ultima era glaciale. Si può vedere Bergen Vichinga in alto al centro.

Bergen Vichinga è un'ipotetica isola tra le moderne Shetland e la Norvegia, al confine tra il Mare del Nord e il Mar di Norvegia.
L'area è ora nota come "banchi di Bergen Vichinga".
Durante il periodo di Bølling–Allerød, noto in Gran Bretagna come il periodo di Windermere interstadiale, la linea di costa settentrionale del Doggerland incominciò a ritirarsi, all'aumentare del livello del mare. 
Le isole Shetland potevano segnare l'estremo settentrionale di una baia a nord delle Dogger Hills e l'isola di Bergen Vichinga sarebbe affiorata tra la baia e la fossa norvegese.
Un'ipotesi più recente afferma che gran parte del territorio fu inondato da uno tsunami verso 8200 anni fa (6200 a.C.), causato da una frana sottomarina al largo della costa della Norvegia nota come la frana di Storegga. Questa teoria suggerisce che "lo tsunami della frana di Storegga avrebbe avuto un impatto catastrofico sulla popolazione mesolitica contemporanea. A seguito dello tsunami della frana di Storegga, sembra che la Britannia divenne definitivamente separata dal continente e, in termini culturali, il Mesolitico si sviluppa in maniera autonoma.".